# Liste der Naturdenkmale in Mauchenheim
Die Liste der Naturdenkmale in Mauchenheim nennt die im Gemeindegebiet von Mauchenheim ausgewiesenen Naturdenkmale (Stand 29. Februar 2024).

## Naturdenkmale
| Nr.         | Bezeichnung                 | Lage                                    | Beschreibung                       | Bild                                    |
| ----------- | --------------------------- | --------------------------------------- | ---------------------------------- | --------------------------------------- |
| ND-7331-390 | Kastanien an der Kalbsmühle | östlich des Ortes bei Kalbsmühle 2 Lage | Aesculus hippocastanum, zwei Bäume | Direkt Bild zu diesem Denkmal hochladen |
| ND-7331-446 | Kastanie in der Erbengasse  | Erbsengasse, hinter Nr. 2 Lage          | Aesculus hippocastanum             | Direkt Bild zu diesem Denkmal hochladen |